# Smokin' Aces
Smokin' Aces (Um Trunfo na Manga (título em Portugal) ) é um filme do género comédia de acção, realizado por Joe Carnahan, com Ryan Reynolds, Ben Affleck, Jason Bateman, Andy Garcia, Ray Liotta e Alicia Keys.

## Sinopse
Quando a Máfia oferece um milhão por Buddy 'Aces' Israel (Jeremy Piven), agentes federais colocam-no sob protecção num apartamento de luxo escondido. Enquanto Buddy divide o seu tempo entre as mulheres, a bebida e as drogas, uma diversidade impressionante de mafiosos ultra-violentos, assassinas sensuais e atiradores impiedosos munem-se de serras, granadas, espingardas, facas e muito mais para apanharem Aces e ganharem o milhão de dólares.

## Elenco
- Ryan Reynolds - Richard Messner
- Andy García - Stanley Locke
- Jeremy Piven - Buddy "Aces" Israel
- Alicia Keys - Georgia Sykes
- Ray Liotta - Donald Carruthers
- Ben Affleck - Jack Dupree
- Martin Henderson - Hollis Elmore
- Tommy Flanagan - Lazlo Soot

## Trilha-sonora
1. "First Warning" – The Prodigy
2. "Big White Cloud" – John Cale (só nos E.U.)
3. "Ace of Spades" – Motörhead
4. "Down on the Street" – The Stooges
5. "Play Your Cards Right" – Common
6. "Trespassing" – Skull Snaps c&p Ten12 Records
7. "Segura o Sambura" – Nilton Castro
8. "Touch Me Again" – Bernard "Pretty" Purdie
9. "Under the Street Lamp" – Joe Bataan
10. "I Gotcha' Back" – GZA
11. "I Love You" – The Bees
12. "Morte di un Soldato" – Ennio Morricone
13. "Save Yourself" – The Make-Up
14. "Like Light to the Flies" – Trivium
15. "FBI" – Clint Mansell
16. "Shell Shock" – Clint Mansell
17. "Dead Reckoning'" – Clint Mansell

O filme em si, contém 18 temas, ficando apenas um fora da banda-sonora original- "Spottieottiedopaliscious" do Outkast.